# Бичково (Правдинський район)
Бичко́во (рос. Бычково), до 1947 року — Кайданн (нім. Kaydann) — селище в Правдинському районі Калінінградської області Російської Федерації. Входить до складу Правдинського міського поселення.